# سرمرغان نعلين
سرمرغان نعلين هي قرية في مقاطعة سردشت، إيران. يقدر عدد سكانها بـ 22 نسمة بحسب إحصاء 2016.